# Anwendungsvorrang
Der Anwendungsvorrang ist in der Rechtswissenschaft neben dem Geltungsvorrang eine der beiden Formen, eine Normenkollision aufzulösen.
Nach dem Prinzip des Anwendungsvorrangs kann ein Sachverhalt grundsätzlich von mehreren Rechtsnormen erfasst werden, jedoch findet nur eine Rechtsnorm, nämlich die vorrangige, auf den Sachverhalt Anwendung. Die Anwendung der verdrängten, womöglich höherrangigen Norm ist gesperrt. Der Begriff stammt von Hartmut Maurer.
Welche der beiden kollidierenden Vorschriften vorrangig ist, entscheidet man mittels einer Kollisionsregel. Der Anwendungsvorrang gilt insbesondere bei den Kollisionsregeln Lex specialis derogat legi generali und bei der Subsidiarität.

## Anwendungsvorrang des Unionsrechts

### Nationales Recht im Allgemeinen
Im Europarecht beschreibt der Begriff Anwendungsvorrang des Unionsrechts das Verhältnis zwischen nationalem (mitgliedstaatlichem) und dem Unionsrecht. Nach dem Grundsatz des Anwendungsvorrangs des Unionsrechts haben „die Verträge und das von der Union auf der Grundlage der Verträge gesetzte Recht […] Vorrang vor dem Recht der Mitgliedstaaten“. Das bedeutet, dass nationale Behörden und Gerichte verpflichtet sind, die Vorschrift des Unionsrechts auch dann anzuwenden, wenn eine Vorschrift des nationalen Rechts dem entgegensteht. Ein Geltungsvorrang des Unionsrechts besteht dagegen nicht.
Der Europäische Gerichtshof stellte dies im Urteil Costa/ENEL fest: „Zum Unterschied von gewöhnlichen internationalen Verträgen hat der EWG-Vertrag eine eigene Rechtsordnung geschaffen, die bei seinem Inkrafttreten in die Rechtsordnung der Mitgliedstaaten aufgenommen worden […] ist. Denn durch die Gründung einer Gemeinschaft […], die […] mit echten […] Hoheitsrechten ausgestattet ist, haben die Mitgliedstaaten, wenn auch auf einem begrenzten Gebiet, ihre Souveränitätsrechte beschränkt und einen Rechtskörper geschaffen, der für ihre Angehörigen und sie selbst verbindlich ist. Diese Aufnahme der Bestimmungen des Gemeinschaftsrechts in das Recht der Mitgliedstaaten und […] Wortlaut und Geist des Vertrags haben zur Folge, dass es den Staaten unmöglich ist, gegen eine von ihnen auf der Grundlage der Gegenseitigkeit angenommene Rechtsordnung nachträglich einseitige Maßnahmen ins Feld zu führen. Solche Maßnahmen stehen der Anwendbarkeit der Gemeinschaftsrechtsordnung daher nicht entgegen. Denn es würde eine Gefahr für die Verwirklichung der in Artikel 5 Absatz 2 aufgeführten Ziele des Vertrags [heute Art. 4 Abs. 3 UAbs. 3 EUV] bedeuten und […] Diskriminierungen zur Folge haben, wenn das Gemeinschaftsrecht je nach der nachträglichen innerstaatlichen Gesetzgebung von einem Staat zum anderen verschiedene Geltung haben könnte“.
Der Anwendungsvorrang des Unionsrechts setzt die unmittelbare Anwendbarkeit der entsprechenden Bestimmung des Unionsrechts voraus, die wiederum die „unmittelbare Geltung“ des Unionsrechts voraussetzt. Mit der unmittelbaren Geltung ist gemeint, dass es wie im Fall einer Verordnung keines Transformationsakts des Mitgliedstaats mehr bedarf. Eine Norm des Unionsrechts ist unmittelbar anwendbar, wenn sie im Einzelfall eine anwendbare Rechtsfolge enthält.
Neben der Anwendung von Vorschriften des Unionsrechts müssen nach dem „Grundsatz der unionsrechtskonformen Auslegung“ Vorschriften des mitgliedstaatlichen Rechts im Lichte des Unionsrechts ausgelegt werden. Sachverhalte ohne unionsrechtlichen Bezug können weiterhin von einer ansonsten vom Anwendungsvorrang verdrängten mitgliedstaatlichen Vorschrift erfasst werden. Der Anwendungsvorrang des Unionsrechts erfasst dagegen keine Verwaltungsakte, die konkret-individuelle Entscheidungen enthalten. Diese sind nach den Vorschriften des nationalen Rechts aufzuheben.

### Nationales Verfassungsrecht
Der Anwendungsvorrang des Unionsrechts gilt sowohl gegenüber einfachgesetzlichem innerstaatlichen Recht als auch gegenüber dem Verfassungsrecht der Mitgliedstaaten und damit zum Beispiel auch gegenüber den Grundrechten des deutschen Grundgesetzes. Das Bundesverfassungsgericht begründet den Anwendungsvorrang des Unionsrechts mit der „verfassungsrechtlichen Ermächtigung“ des Art. 23 Abs. 1 S. 2 GG. Diese Regelung habe zur Folge, dass der „Herrschaftsanspruch der Bundesrepublik Deutschland im Geltungsbereich des Grundgesetzes zurückgenommen und der unmittelbaren Geltung und Anwendung eines Rechts aus anderer Rechtsquelle innerhalb des staatlichen Herrschaftsbereichs Raum gelassen wird“.
Die nationalen Verfassungsgerichte der Mitgliedstaaten folgen EuGH-Urteilen im Hinblick auf einen Vorrang des europäischen Rechts vor nationalem Verfassungsrecht nicht uneingeschränkt. So prüft das deutsche Verfassungsgericht in konkreten Fällen, ob die EU-Organe jenseits ihrer Kompetenzen („ultra vires“) gehandelt haben und ob durch einen EU-Rechtsakt die „Identität des Grundgesetzes“ – etwa die Demokratie, der Rechtsstaat, die Menschenwürde und die deutsche Staatlichkeit – verletzt wird. Kommentatoren zufolge habe das polnische Verfassungsgericht in einem Urteil vom 7. Oktober 2021 sehr viel weitergehend entschieden, dass einige Bestimmungen der EU-Verträge schon aus dem Grunde verfassungswidrig seien, weil sie dem EU-Recht einen Vorrang vor der polnischen Verfassung einräumen. Es handele sich um Teile der Art. 1, 2, 4 und 19 des EU-Vertrags. Das Urteil des polnischen Verfassungsgerichts stieß in den europäischen Institutionen auf scharfe Kritik. In einer Rede am 19. Oktober 2021 vor dem Europäischen Parlament betonte Ministerpräsident Mateusz Morawiecki, dass Polens Verfassungsgericht nicht generell den Vorrang des europäischen Rechts vor dem nationalen bestreite. Vielmehr habe es lediglich den Anspruch des EuGH abgelehnt, dass das europäische Recht Vorrang vor den nationalen Verfassungen habe. Es laufe Artikel 4 und 5 zuwider, wenn der EuGH allein über Fragen der nationalen Ordnung im Sinne der Verfassung entscheiden könne. Gegenredner erklärten, Polens Verfassungstribunal habe generell den Vorrang von EU-Recht abgelehnt.